# Не пускай ръката ми
„Не пускай ръката ми“ (на турски: Elimi Bırakma) е турски телевизионен сериал, продуциран от Üs Yapım в периода 2018 – 2019 година. Излъчва се всяка неделя от 20 часа по TRT 1. Втори сезон започва на 8 септември 2019 г. и завършва на 24 декември.

## Сюжет
Внимание:  Текстът по-долу разкрива сюжета на произведението (или части от него)!
Дженк е син в богато и уважавано семейство, който учи в САЩ. Докато се прибира се запознава с Азра и срещата между тях не протича особено добре. Дженк е бил изключен от университета. Бащата на Азра пък има проблеми в бизнеса. Азра живее с мащехата си – Сумру баща си – Кемал брат си – Мерт и доведената си сестра – Джансу. Един ден избухва взрив и бащата на Азра умира. Сумру гони Азра и Мерт от къщата. Азра и Мерт напускат къщата а Мерт е отвлечен докато го търси Азра среща Фериде – бабата на Дженк и ѝ помага тъй като тя си е изгубила паметта. Джансу е влюбена в Дженк. Дженк и Азра се запознават и Дженк и помага да търси Мерт. Фериде – много харесва Азра и я представя за своя наследница и така Азра е принудена да остане в имението Челен. Майката и Сестрата на Дженк са против това непознато момиче да живее в дома им и да стане наследница на богатството им. Дженк и Азра се влюбват. Те откриват Мерт да свири на пиано. Сумру дава Мерт на жена на име Фатма която го приема за свой син. Дженк и Азра трябва да останат заедно за да преодолеят изпитанията който им е подготвила съдбата. Ще признаят ли чувствата си Дженк и Азра? Какво ще се случи след като Азра намери Мерт? Какво ще направи Джансу когато разбере че Дженк не я обича? Ще успее ли Сумру да съсипе живота на Азра и Мерт?

## Излъчване
| Сезон | Епизоди | Начало на сезона | Край на сезона   | Всички епизоди | Година      | ТВ канал | Ден и час на излъчване |
| ----- | ------- | ---------------- | ---------------- | -------------- | ----------- | -------- | ---------------------- |
| 1     | 43      | 22 юли 2018      | 2 юни 2019       | 1 – 43         | 2018 – 2019 | TRT 1    | неделя (20:00)         |
| 2     | 16      | 8 септември 2019 | 24 декември 2019 | 44 – 59        | 2019        | TRT 1    | неделя/вторник (20:00) |

- Първият сезон на сериала се излъчва в неделя от 20:00 часа, вторият сезон от епизоди 44 до 51 се излъчва в неделя от 20:00 часа, а вторият сезон от епизод 52 до последния епизод 59 се излъчва във вторник от 20:00 часа.

## Излъчване в България
| Сезон | Епизоди | Начало на сезона    | Край на сезона   | Всички епизоди | Година         | ТВ канал     | Ден и час на излъчване     |
| ----- | ------- | ------------------- | ---------------- | -------------- | -------------- | ------------ | -------------------------- |
| 1     | 151     | 18 октомври 2021 г. | 17 май 2022 г.   | 1 – 151        | 2021 – 2022 г. | Диема Фемили | всеки делничен ден (21:00) |
| 2     | 55      | 18 май 2022 г.      | 2 август 2022 г. | 152 – 206      | 2022 г.        | Диема Фемили | всеки делничен ден (21:00) |

## Актьорски състав
- Алина Боз – Азра Гюнеш-Челен
- Алп Навруз – Дженк Челен
- Хюсеин Авни Данял – Кемал Гюнеш
- Долунай Сойсерт – Сумру Гюнеш
- Серай Гьозлер – Фериде Челен
- Батухан Екши – Тарък Йелкеннджи
- Джемре Гюмели – Джансу Кара Явуз
- Кенан Аджар – Кадир Каран
- Бурак Тамдоган – Азми Йелкенджи
- Чаала Демир – Дефне
- Ебру Айкач – Серап Челен
- Гьокче Янарда – Хюлия Акгюн
- Ертугрул Постолу – Месут Акгюн
- Каган Улуджа – Бурхан Явуз
- Джемре Байсел – Мелис Челен
- Емре Бей – Арда Челен
- Ипек Язъджъ – Джейда
- Сюеда Чил – Гьонюл
- Ийт Каан Язъджъ – Мерт Гюнеш
- Суна Санджактар – Хюснийе
- Емре Озан – Ефкан
- Пънар Тьоре – Фатма
- Съла Саде – Танем Яман
- Бусе Мерал – Дамла Яман
- Нихат Алтънкая – Баръш Яман

## В България
В България сериалът започва на 18 октомври 2021 г. по Диема Фемили и приключва на 2 август 2022 г. На 15 август започва повторно излъчване. На 6 септември започва повторно излъчване по Нова телевизия. Излъчват се повторения на сериала по TDC (Timeless Drama Channel/Timeless Dizi Channel), всеки делничен ден от 05:00, 20:40, 00:50. Ролите се озвучават от Йорданка Илова, Яница Митева, Елисавета Господинова, Стефан Сърчаджиев-Съра, Ивайло Велчев и Димитър Иванчев.